# Maison forte de la Veyrie
La maison forte de la Veyrie, souvent dénommée sous l'appellation locale de château de La Veyrie est une maison forte datant du XIe siècle, mais qui a été fortement rénovée au XXe siècle et réaménagée partiellement en restaurant. L'édifice est situé dans la commune de Bernin, en Isère. 
Cette construction est labellisée « Patrimoine en Isère » le 17 juillet 2015.

## Situation et accès
L'édifice est située sur la commune de Bernin et à l'ouest du bourg central de cette dernière. Positionné au sommet d'une colline dont l'altitude maxi est de 365 mètres, il domine la vallée de l'Isère d'environ 130 mètres, selon les références toponymiques fournies par le site géoportail de l'Institut géographique national.
Le site du château de la Veyrie est bordé par deux voies à grande circulation, l'autoroute A 41 (au sud) et l'ancienne route nationale 90 reclassée en RD1090 (au nord). Son secteur immédiat est desservi par deux bretelles de sortie :
- 24.1 Saint-Ismier - Villard-Bonnot (demi-échangeur côté Grenoble)
- 25 Montbonnot - Domène - Saint-Ismier (échangeur complet)

## Historique
Le domaine est le berceau de la famille de Bernin, dont Jean de Bernin, grand archevêque de Vienne et légat du Pape fut un des membres les plus éminents. Plusieurs familles nobles s’y succèdent jusqu’à la Révolution. La propriété tombe ensuite entre les mains d’une famille paysanne, dont descend Maria Moulin. Elle était sa secrétaire dans son entreprise, et c’est pour elle que Charles Albert Keller acquiert les bâtiments en 1918. Il réaménage la Veyrie en domaine bourgeois pour en faire leur résidence de plaine.
Longtemps laissé à l’abandon et pillé, la commune de Bernin l'a acquis en 1995 et l’a rénové. C’est maintenant devenu un lieu d’exposition et il abrite un restaurant.

## Description

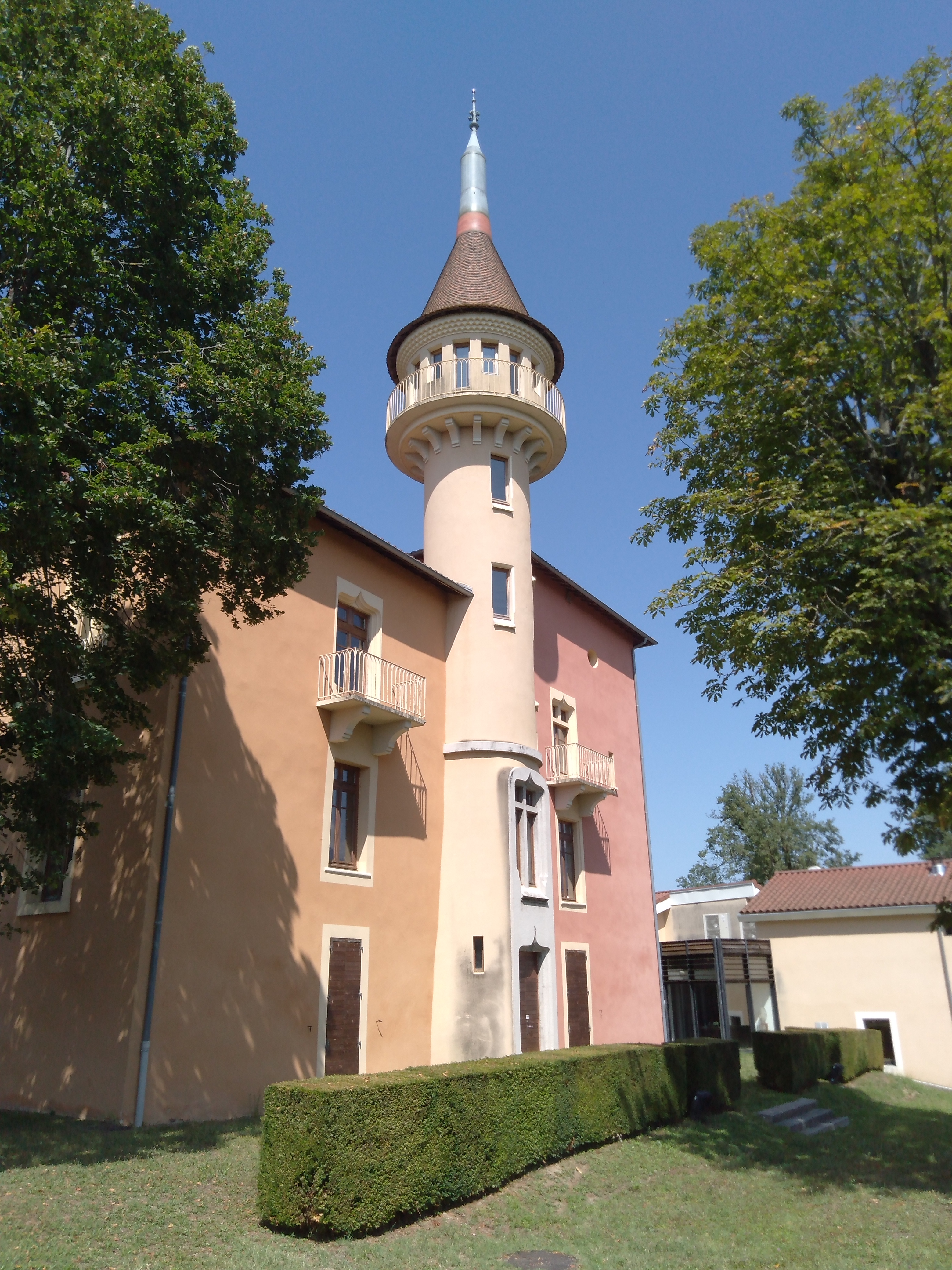
Autre vue du château de La Veyrie

La maison forte de la Veyrie est facilement identifiable grâce à la présence d'une tourelle fine et élancée, rajoutée à la suite de l'acquisition du domaine par Charles Albert Keller dans les années 1920. 
De la maison forte originale, il ne subsiste en 2019 qu’une tour de plan carré, pourvue de larges murs avec un corps de bâtiment attenant marqué par la présence d'une fenêtre à traverse et meneau moulurés ainsi que d'un puits estimé d'une quarantaine de mètres de profondeur. Le sommet de la tourelle, véritable château d'eau à usage privé, abrite une citerne, alimentée par une source captée en contrebas et permettant la distribution de l’eau dans tous les étages de la maison[réf. souhaitée].
L'ensemble de cette construction, positionné en haut d’une colline, a été bâti sur une terrasse quadrangulaire protégée au nord et à l’est par des pentes vives. Le site offre des vues sur la chaîne de Belledonne et héberge un restaurant.

## Expositions
Durant l'été 2018, le château héberge une exposition liée à la collection privée de Gilles Fourneris. De vieux meubles de récupération y côtoient des sérigraphies de l'artiste Ernest Pignon Ernest et de Niki de Saint Phalle avec des œuvres d'artistes moins connus .